# シックス・フィート・アンダー (バンド)

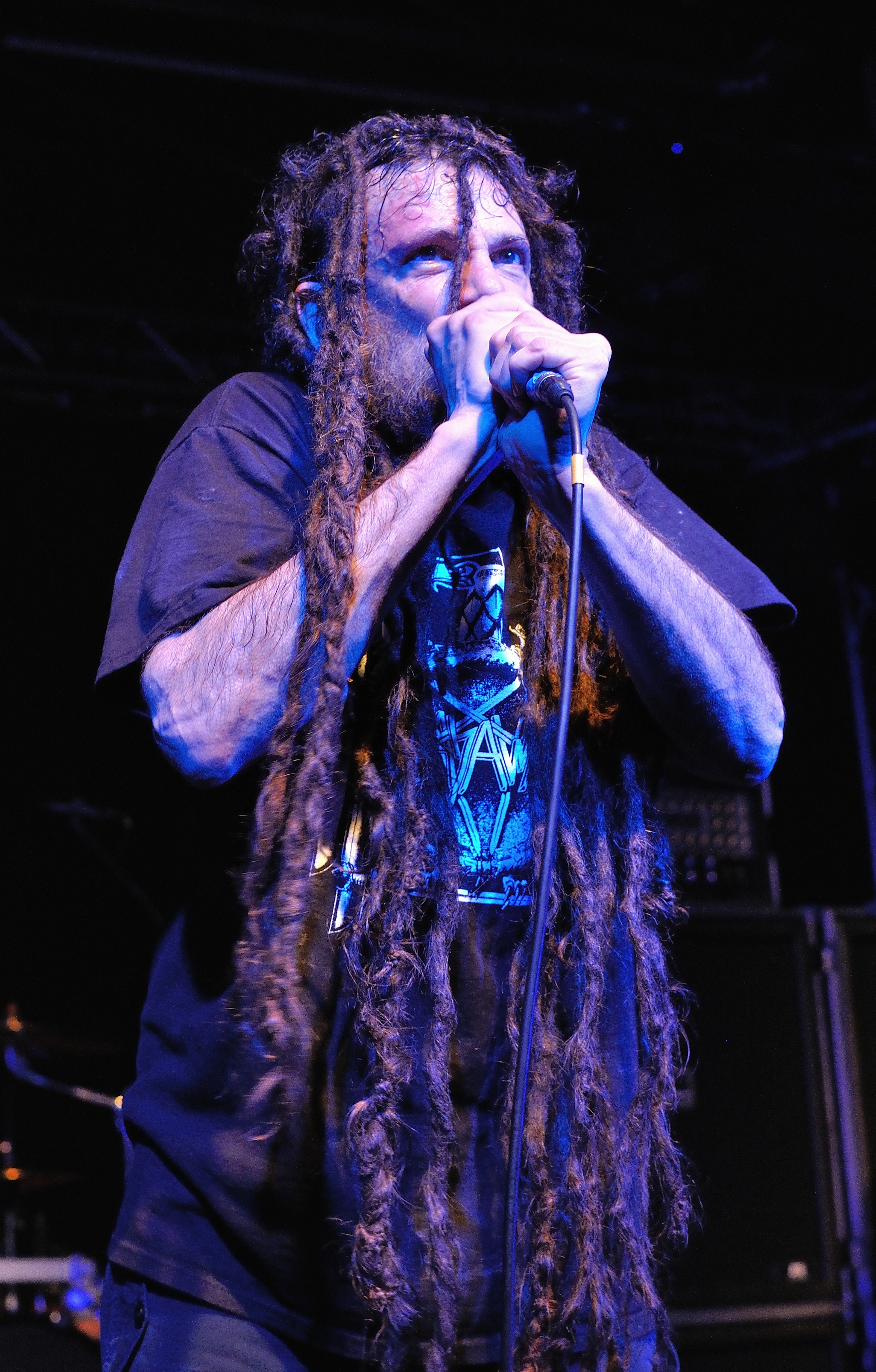
クリス・バーンズ（2015年）

シックス・フィート・アンダー (Six Feet Under)は、アメリカ合衆国で活動するデスメタル・バンド。結成から18年もの間、ギタリストが一度入れ替わっただけの安定したラインナップを続けていたが、2011年以降はメンバーが流動的になりつつある。

## 概要
バンド名の由来は、アメリカの法律で定められた埋葬時の土中の深さが6フィート（約183センチメートル）であるため、遠回しに「死」をさしており、デスメタル・バンドとしての「死」のイメージに相応しい名前であったからだと考えられる。
1995年、アルバム『ホーンテッド』でデビュー。クリス・バーンズは、カンニバル・コープスのボーカリストであり、ファースト・アルバムから5枚のアルバムに参加したあとカンニバル・コープスを脱退している。本人いわく「クビになった」とのこと。
クリス以外の結成メンバーはアレン・ウェスト (ギター)、テリー・バトラー (ベース)、グレッグ・ガール (ドラム)。アレンは、オビチュアリーのギタリスト、テリーは元デス、マサカーのベーシストである。ドラマーのグレッグは、シックス・フィート・アンダー加入以前には目立った活動はしていなかった。
1998年にアレンが音楽的方向性の違いから脱退。入れ替わりでスティーヴ・スワンソンが加入。結成から18年近くシングル・ギター体制であったが、2011年にロブ・アーノルド (ギター)が加入しツイン・ギター体制になる。また、同年には、テリーとグレッグが脱退。ドスなどで活動するケヴィン・タリー (ドラム)が加入。ベーシスト不在の時期が少しあったものの、フィア・ファクトリーのマット・デブリース (ベース)が加入。この入れ替えで、オリジナル・メンバーはクリス一人となった。
2012年に、ロブとマットが脱退。スウェーデン人ギタリストのオーラ・エングルンド (ギター)、元ブレイン・ドリルのジェフ・ハグエル (ベース)が加入。2013年には、ケヴィンが脱退し元ブレイン・ドリルのマルコ・ピトルッツェラ (ドラム)が加入し、その後、オーラ・エングルンドも脱退した。
2025年1月に、アメリカでのツアーを再開し、NILE、PSYCROPTIC、EMBRYONIC AUTOPSYといったバンドと共に公演を行っている。このツアーは、バンドが10年以上ぶりにアメリカ国内での本格的なツアーに戻ったことで大きな注目を浴びた。クリス・バーンズ自身がこのツアーを「人生でトップ5に入る素晴らしいショー」と形容し、特に1月10日のフロリダ州オーランドでの公演を高く評価している。

## ディスコグラフィ

### スタジオ・アルバム
- 『ホーンテッド』 - Haunted (1995年) ※旧邦題『悪寒〜ハウンテッド』
- 『ウォーパス』 - Warpath (1997年)
- 『マキシマム・ヴァイオレンス』 - Maximum Violence (1999年)
- 『トゥルー・カーネイジ』 - True Carnage (2001年)
- 『ブリンガー・オブ・ブラッド』 - Bringer of Blood (2003年) ※日本盤は『ライヴ・ウィズ・フル・フォース』との2枚組
- 『13』 - 13 (2005年)
- 『コマンドメント』 - Commandment (2007年)
- 『デス・リチュアルズ』 - Death Rituals (2008年)
- 『アンデッド』 - Undead (2012年)
- 『アンボーン』 - Unborn (2013年)
- 『クリプト・オブ・ザ・デビル』 - Crypt of the Devil (2015年)
- 『トーメント』- Torment (2017年)
- 『ナイトメアーズ・オブ・ザ・ディコンポーズド』 - Nightmares of the Decomposed (2020年)
- 『キリング・フォー・リベンジ』 - Killing For Revenge（2024年）

### EP
- Alive and Dead (1996年)
- Unburied (2018年)

### ライブ・アルバム
- Double Dead Redux (2003年)
- 『ライヴ・ウィズ・フル・フォース』 - Live with Full Force (2004年)
- Wake the Night! Live in Germany (2011年)

### カバー・アルバム
- Graveyard Classics (2000年)
- 『グレイヴヤード・クラッシックス 2』 - Graveyard Classics 2 (2004年)
- Graveyard Classics 3 (2010年)
- Graveyard Classics IV: The Number of the Priest (2016年)